# Grelin
Ne doit pas être confondu avec André Grelin ou René Grelin.

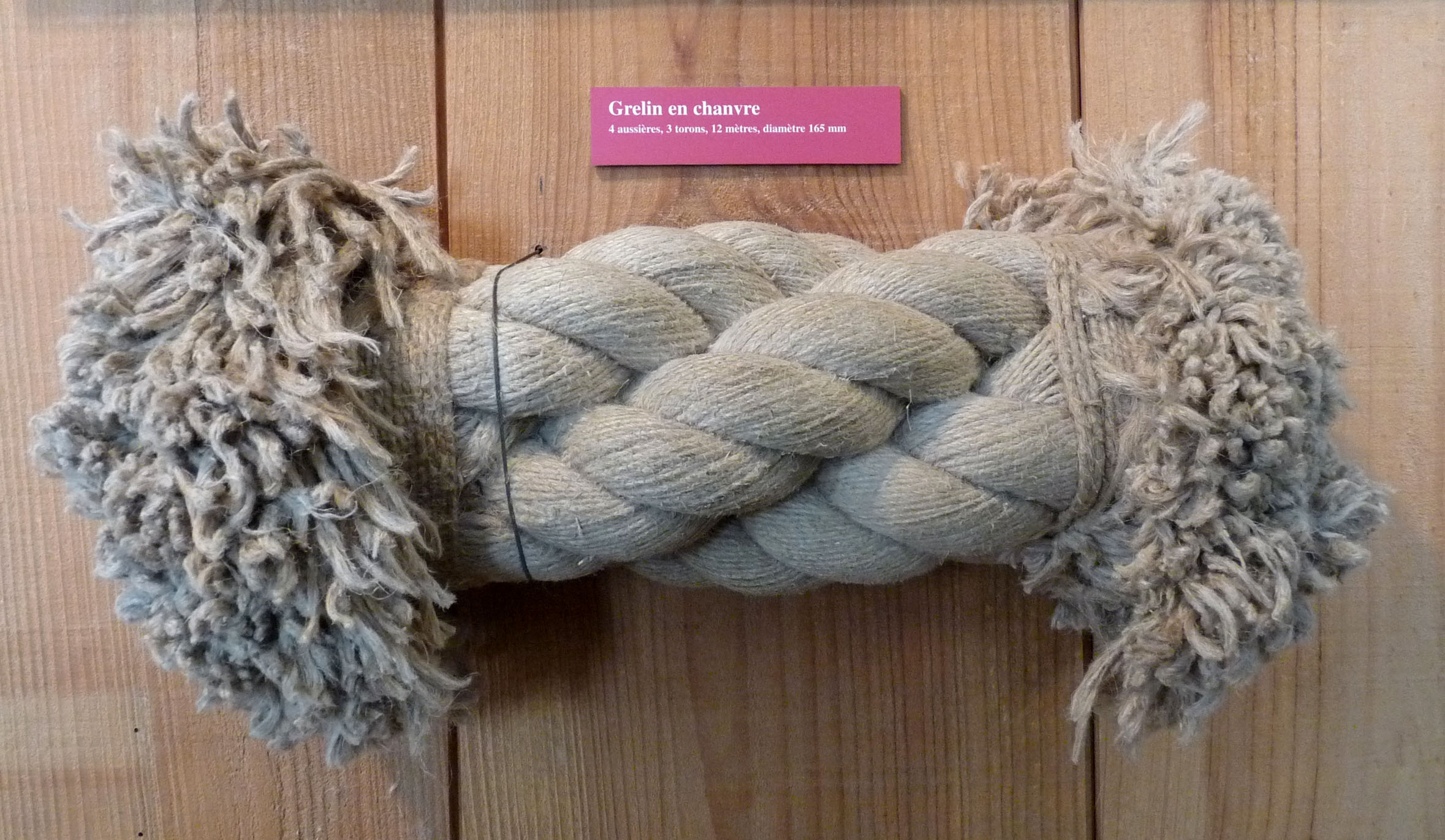
4 aussières, 3 torons, 12 m et un diamètre de 165 mm : bout de grelin en chanvre présenté à la Corderie royale de Rochefort

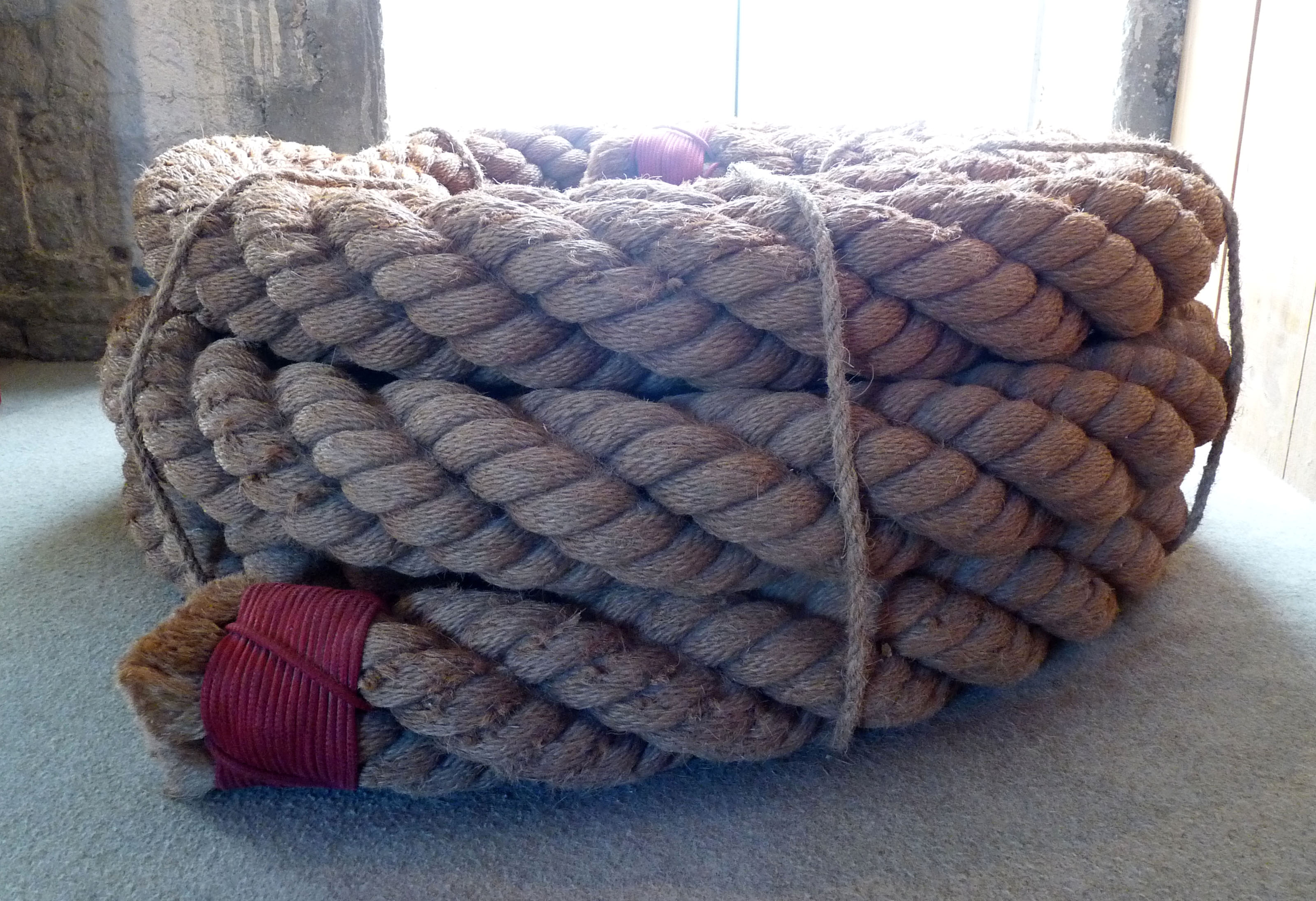
4 aussières, 3 torons, 15 m et un diamètre de 250 mm : grelin en coco (Corderie royale)

Un grelin est un cordage de forte section utilisé pour le remorquage et l'amarrage de bateaux. Il est néanmoins plus mince, plus « grêle » que le câble.

## Étymologie
Le terme vient du néerlandais greling, signalé dès 1634. En français, le mot « guerlin » apparaît en 1694. L'origine serait latine : gracilis.